# یودوکیموفکا
یودوکیموفکا (به لاتین: Yevdokimovka) یک منطقه مسکونی پیشین در جمهوری آذربایجان است که در شهرستان ساعتلی واقع شده است.